# Polyspot
PolySpot là một công ty sản xuất phần mềm chuyên về tìm kiếm thông tin cho doanh nghiệp.
Được thành lập từ năm 2010, công ty có trụ sở tại Paris, Pháp.
Sản phẩm « Tìm kiếm thông tin cho doanh nghiệp » của Polyspot (Polyspot Entreprise Search) cho một cái nhìn toàn cảnh về thông tin trong doanh nghiệp từ nhiều nguồn thông tin khác nhau trong và ngoài doanh nghiệp. Sản phẩm PolySpot Entreprise Search giúp người dùng truy cập dễ dàng các tài liệu, đồng thời tổng kết thông tin và chia sẻ tri thức trong doanh nghiệp.
Các chức năng chính của sản phẩm PolySpot Entreprise Search là:
- Tìm kiếm nội dung tài liệu, văn bản, tệp tin
- Tìm kiếm chia sẻ cộng đồng: cho phép người dùng tự đánh giá, lưu, ghi chú lại kết quả tìm kiếm và chia sẻ chúng với người khác
- Tìm kiếm nâng cao cho phép người sử dụng mô tả tối đa về nội dung muốn tìm kiếm
- Kết quả tìm kiếm theo nhóm
- Gợi ý từ khóa tìm kiếm
- Tự động tóm tắt kết quả tìm kiếm
- Cho phép tự điều chỉnh các tham số để tìm được kết quả tốt nhất cho từng hoàn cảnh
- Quản lý dễ dàng, mềm dẻo.

Các ứng dụng có thể sử dụng hoặc tích hợp PolySpot Entreprise Search:
- Mạng nội bộ doanh nghiệp (Intranet)
- Các ứng dụng trong doanh nghiệp như: CRM (quản lý quan hệ khách hàng), quản lý doanh nghiệp, hỗ trợ khách hàng, nghiên cứu thị trường…
- Các ứng dụng cụ thể theo từng ngành nghề: giao tiếp, quản lý nhân sự, bán hàng…
- Các website, hệ thống thông tin nội bộ của doanh nghiệp (chia sẻ tệp tin, quản lý nội dung…)

Năm 2013, PolySpot được mua lại bởi công ty CustomerMatrix của Mỹ. Lĩnh vực hoạt động mới của công ty là hỗ trợ bán hàng dựa trên nền tảng công nghệ tổng hợp & tìm kiếm thông tin.

## Trang tham khảo
- Trang chủ của PolySpot
- Trang chủ của CustomerMatrix Lưu trữ ngày 15 tháng 4 năm 2014 tại Wayback Machine
- Máy truy tìm dữ liệu